# Lacinipolia viridifera
Lacinipolia viridifera là một loài bướm đêm trong họ Noctuidae.